# Giaur (powieść poetycka)
Giaur – powieść poetycka autorstwa George’a Byrona, opublikowana po raz pierwszy w 1813 roku. Stanowi jednocześnie pierwszy element jego serii utworów związanych z tematyką Orientu.

## Treść
Giaur – młody Wenecjanin – zakochuje się z wzajemnością w Gruzince Leili. Leila była niewolnicą, przymuszoną do małżeństwa z Hassanem. Jej pan i mąż od dłuższego czasu podejrzewał ją o zdradę, lecz dziewczyna swoim urokiem potrafiła rozwiać jego obawy.
Kiedy jednak fakt zdrady okazał się niepodważalny, Hassan zgodnie z muzułmańskim zwyczajem każe utopić niewierną małżonkę w morzu. Giaur, dowiedziawszy się o planach Hassana, usiłuje uratować ukochaną przed śmiercią, ale przybywa za późno. Jest zrozpaczony i pragnie ją pomścić. Hassan również cierpi po stracie Leili. Postanawia pocieszyć się w ramionach nowej kobiety. Kiedy jednak wyrusza ze swym orszakiem w podróż po nową żonę, zostają napadnięci przez ludzi Giaura. Dochodzi do krwawej walki, w wyniku której Hassan i jego ludzie giną.
Giaur po dokonaniu zemsty wyrusza w świat. Pod koniec swojego życia postanawia osiedlić się w klasztorze (przybył tam ze Wschodu na tureckim statku i ofiarował duży skarb za schronienie), gdzie spędza resztę życia. Przed swoją śmiercią opowiada staremu mnichowi historię swej tragicznej miłości i zemsty. Giaur przekazuje mnichowi pierścień i prosi go o doręczenie jego przyjacielowi z lat młodości, który przepowiedział mu kiedyś jego los.

## Kwestie społeczne
Choć opowieść jest poświęcona dziejom nieszczęsnego kochanka, nie brak w niej i akcentów społecznych. Utwór otwiera płomienna inwokacja do Grecji, dawnej kolebki swobód, która w tym okresie zaczęła podejmować walki z turecką okupacją. W tłumaczeniu Adama Mickiewicza inwokacja ta nabrała aluzyjnego znaczenia, sugerując porównanie do sytuacji zniewolonej Polski.